# موزه جهاد
موزه جهاد در مرکز ولایت غربی هرات در افغانستان واقع شده‌است. این بنا در سال ۲۰۱۰ به عنوان مکانی برای درک افغان‌ها از درگیری‌های گذشته و تاریخچه آنها ساخته شده‌است. از زمان افتتاح این موزه بازدیدکنندگان بسیاری داشته‌است که از آن جمله اعضای کنگره آمریکا و معاون فرمانده نیروهای ناتو در افغانستان می‌باشد. این موزه تلاشی است تا بازدیدکنندگان را از وقایع مجاهدین آگاه ساخته و آموزش دهد. این موزه یادبودی است برای قهرمانان مجاهدین که در دهه ۷۰ و ۸۰ با شوروی جنگیدند و همچنین برای افغانانی که در آن جنگها جان خود را از دست دادند.

## معماری
این موزه به صورت مدور با رنگهای آبی، سبز و سفید طراحی شده‌است. در قسمت بیرونی ساختمان برخی از اسامی قربانیان جنگ اعم از زن و مرد حک شده‌است. همچنین چندین شعر تقدیم به شهدا دیواره ساختمان را پوشانده‌است. موزه جهاد در یک پارک در بالای تپه واقع و با باغی پرگل و چشمه احاطه شده‌است.

## کمکی بر گفتمان تاریخی
افغانستان برای چندین دهه درگیر جنگ بوده‌است، اما بندرت جایی وجود دارد که شهروندان بتوانند در مورد وقایع جنگ و اینکه چگونه بر آنها تأثیر گذاشت بدانند. از آنجا که بسیاری از افغان‌ها آموزش رسمی دریافت نکرده‌اند آنها لزوماً نمی‌دانند که چرا پیشینیانشان علیه شوروی‌ها جنگیدند. متون مدرسه در دهه ۱۹۷۰ متوقف می‌شوند تا تنش‌ها را تشدید نکند. در این نمایشگاه بی‌رحمی و اثرات انسانی جنگ از طریق نقاشی‌های دیواری، تصاویر متحرک و کتیبه‌هایی از اسامی بر روی ساختمان قرار گرفته‌اند. موزه پیام وحشت جنگ را تلقین می‌کند. سازندگان مراقب بوده‌اند با نمایش ندادن نبردهای جهادی که به دنبال جنگ با اتحاد جماهیر شوروی ادامه یافت، این نمایشگاه‌ها را غیر سیاسی نگهدارند. بازدیدکنندگان می‌توانند خود در مورد چگونگی پیشرفت تاریخ خود پس از پایان مأموریت جنگی ناتو در سال ۲۰۱۴ تعمق کنند.